# 프란체스코 솔리메나
프란체스코 솔리메나(Francesco Solimena, 1657년 10월 4일 ~ 1747년 4월 5일)는 이탈리아 출신으로, 바로크 시대의 화가, 건축가이다.
초기에 아버지 안젤로 솔리메나 밑에서 노체라인페리오레대성당의 천국(Paridise) 작업을 하며 그림을 배웠다. 1674~1675년 아버지와 살레르노의 산 조르지오 교회의 프레스코 작업을 함께하였다. 1674년 나폴리에 정착하면서, 프란체스코 디 마리아(Francesco di Maria)와 쟈코모 델 포(Giacomo del Po)의 작업장에서 일했다.
프란체스코 데 무라(Francesco de Mura), 지우세페 보니토(Giuseppe Bonito), 피에트로 카펠리(Pietro Capelli), 도메니코 몬도(Domenico Mondo), 오노프리오 아벨리노(Onofrio Avellino), 시피오네 카펠라(Scipione Cappella). 지오반니 델라 카메라(Giovanni della Camera), 프란체스코 캄포라(Francesco Campora), 레오나르도 올리비에로(Leonardo Oliviero), 살바토르 올리비에리(Salvatore Olivieri), 살바토르 파세(Salvatore Pace), 로무알도 폴베리노(Romualdo Polverino), 에반젤리스타 스키아노(Evangelista Schiano) 가스파레 트라베르시(Gaspare Traversi), 피에트로 로타리(Pietro Rotari), 다니엘 그란(Daniel Gran), 특히 코라도 지아갱토(Corrado Giaquinto), 세바스티아노 콘카(Sebastiano Conca). 많은 제자가 있었다.
스코틀랜드의 초상화 작가인 앨런 램지(Allan Ramsay)는 솔리메나의 작업실에서 3년을 보냈다. 프란체스코 솔리메나는 성공하고, 부를 쌓아 남작 작위를 얻고 호화로운 삶을 살다가 나폴리 근처 바라에서 1747년 사망했다.

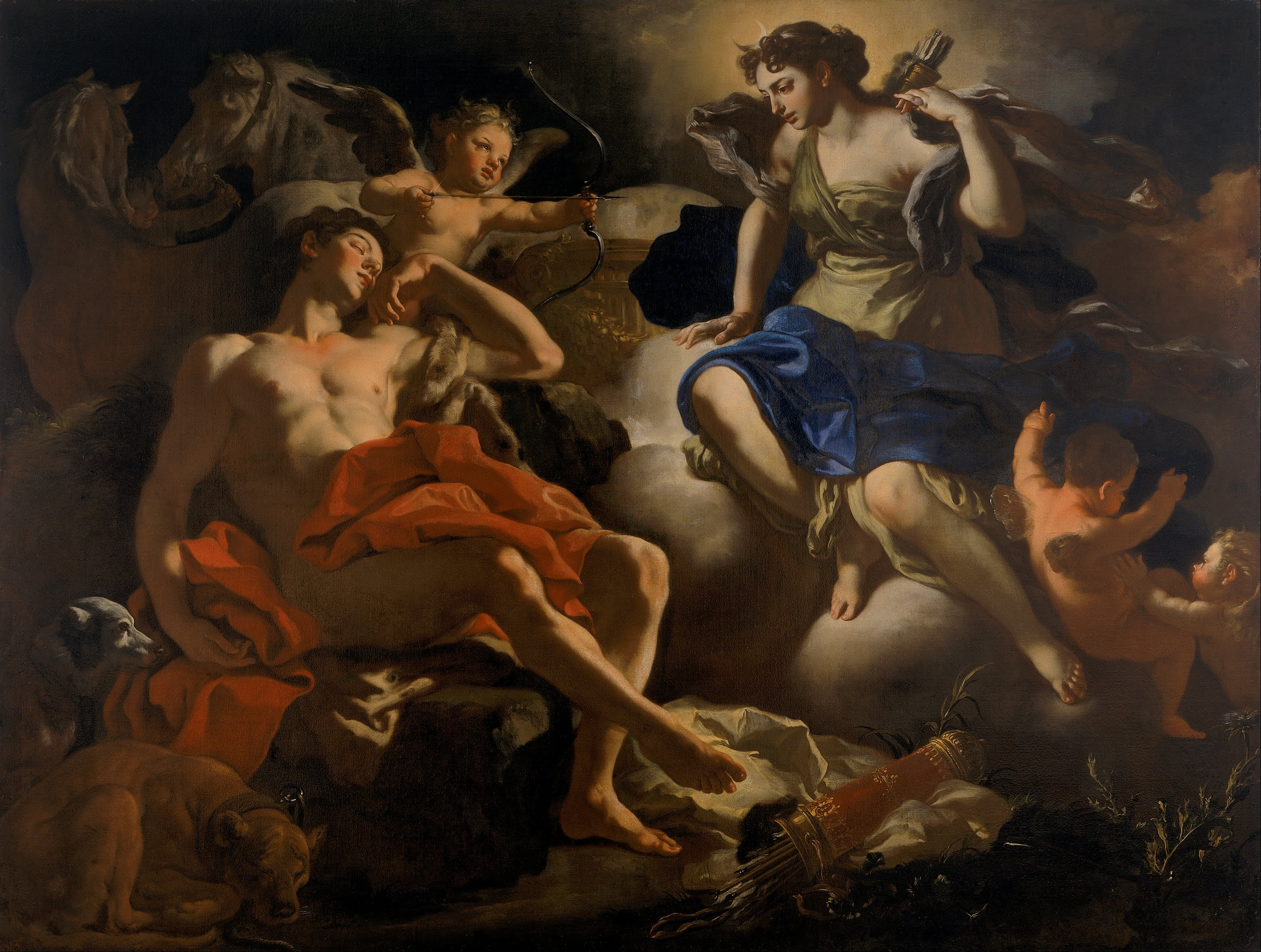
Diana and Endymion

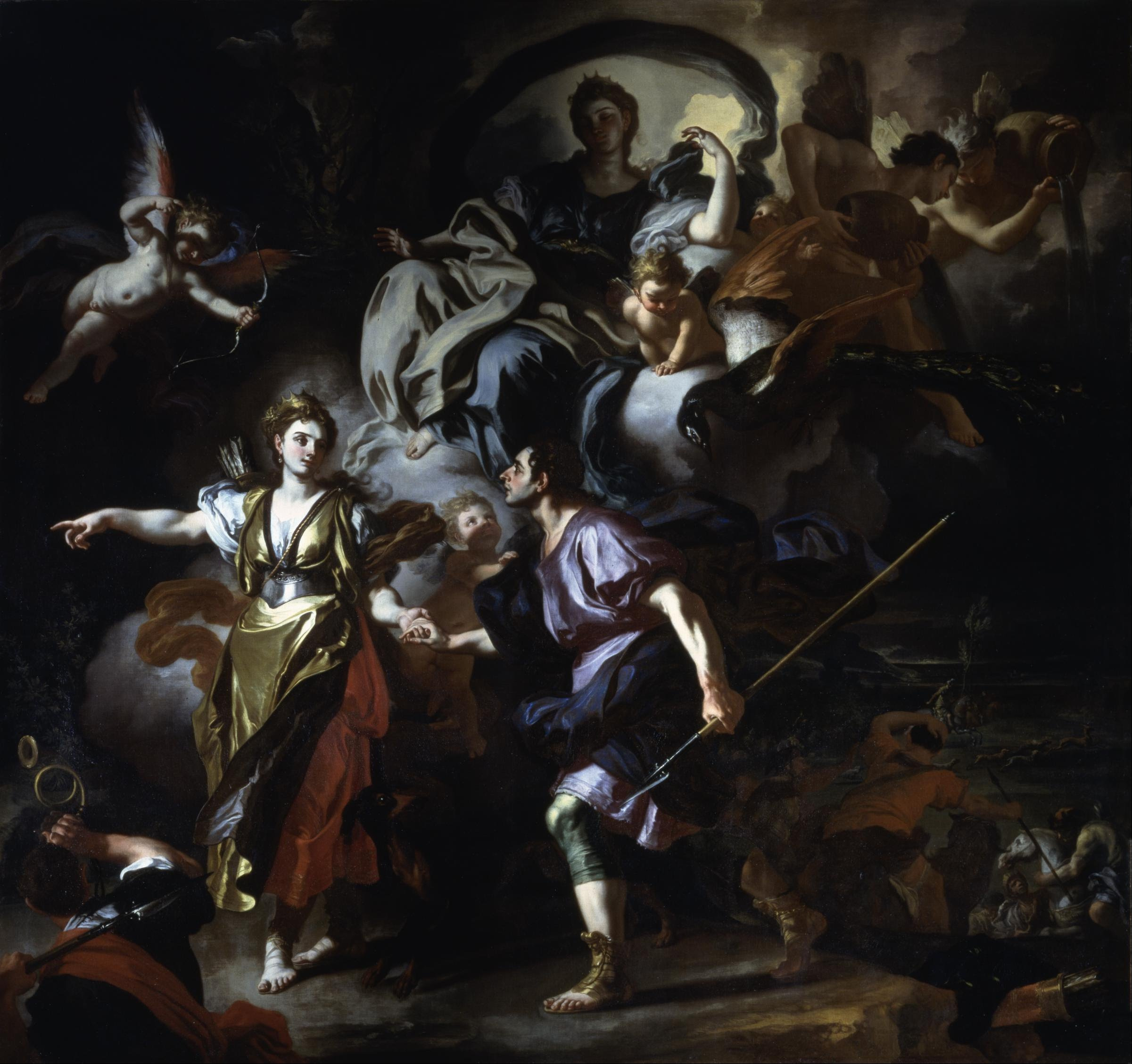
The Royal Hunt of Dido and Aeneas

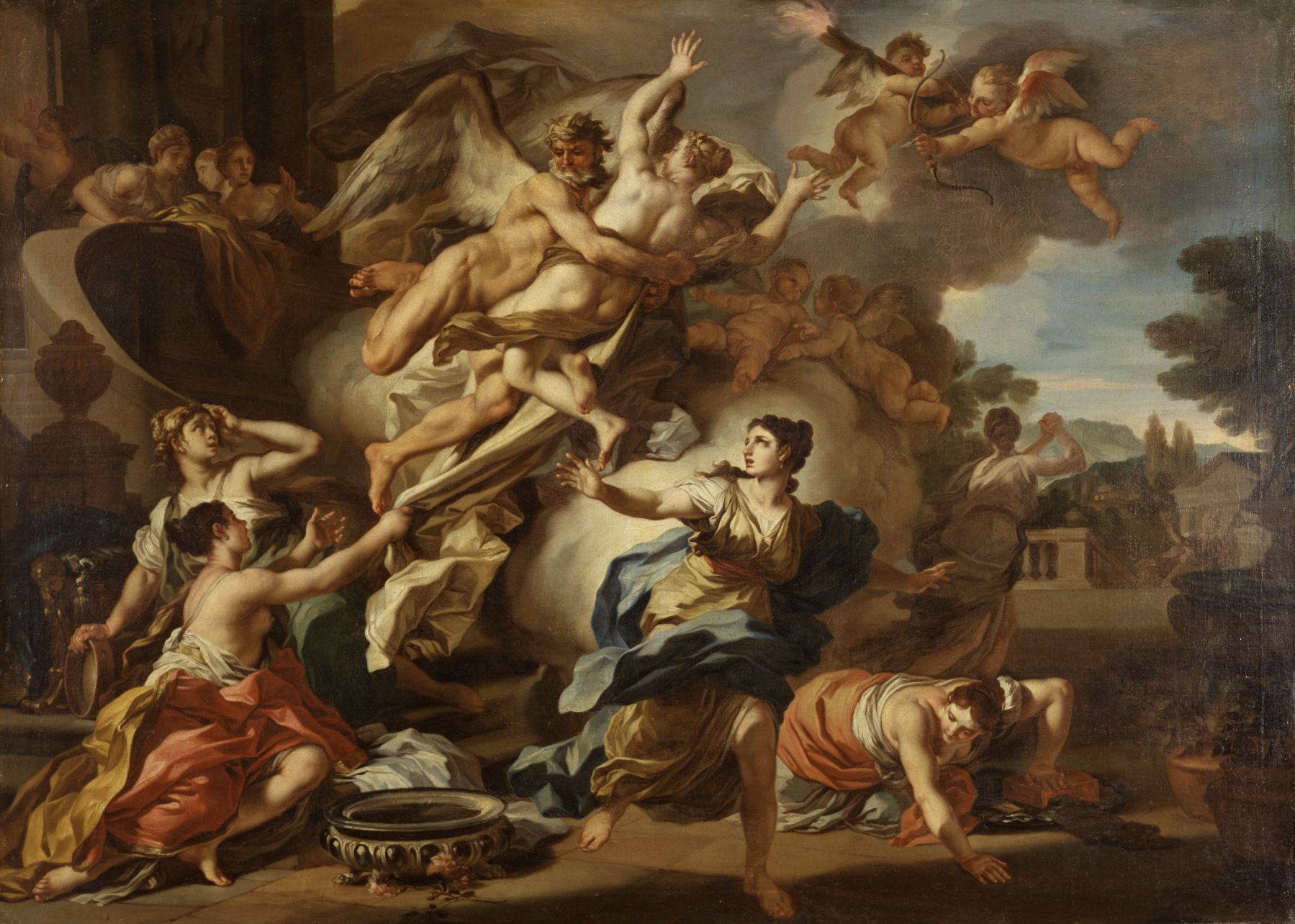
The Abduction of Orithyia

## 화랑

프란체스코 솔리메나
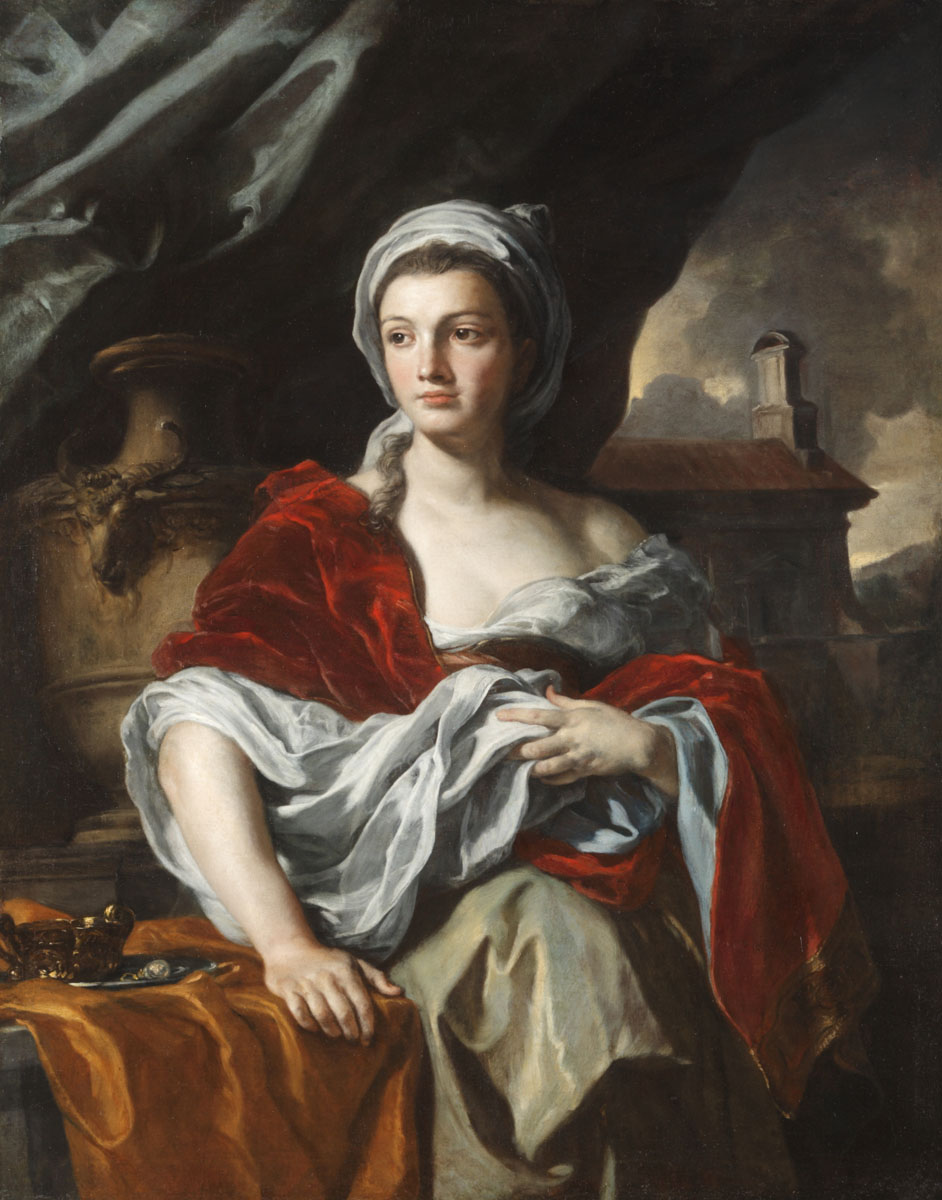
Portrait of a woman
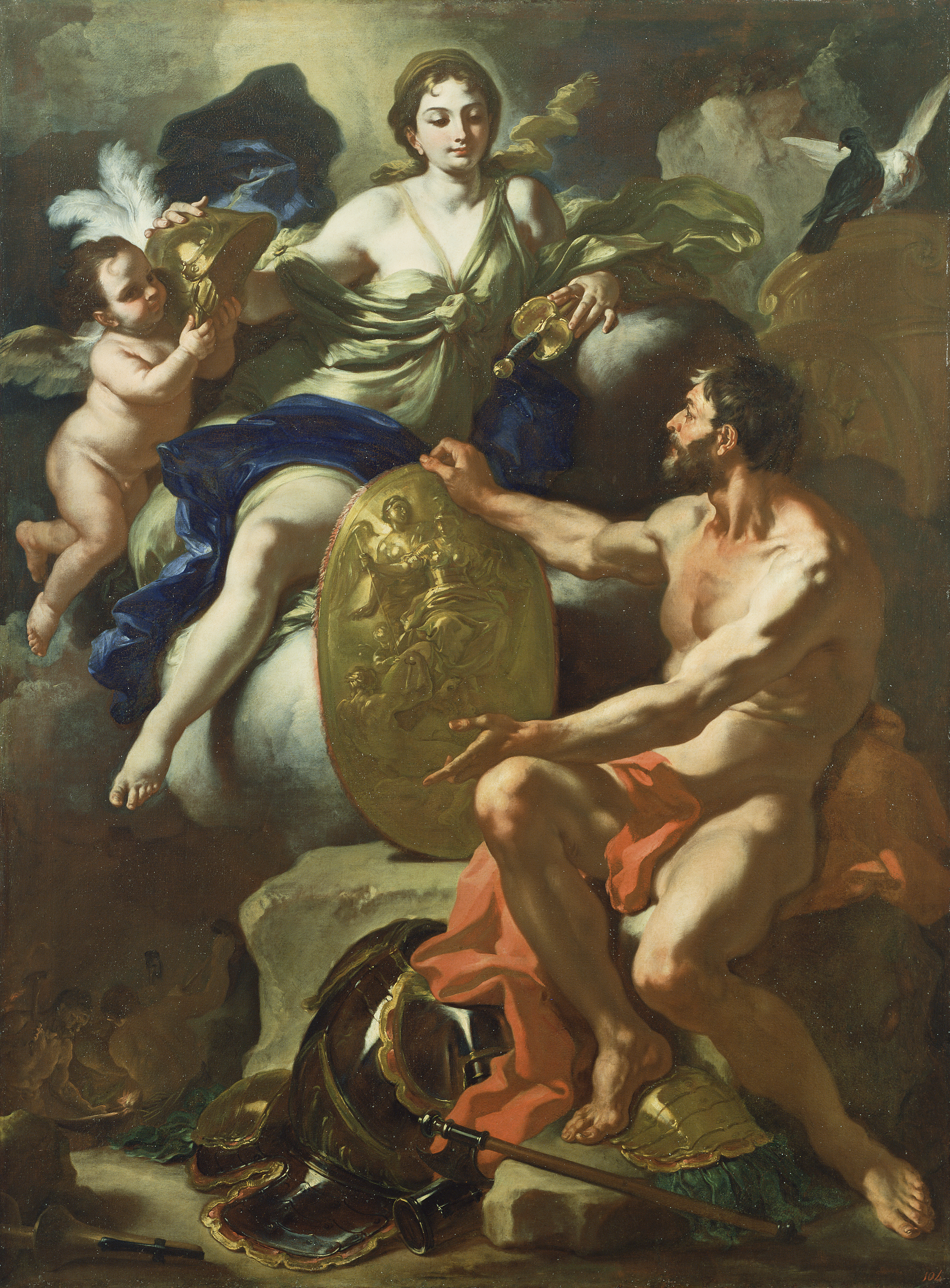
Venus at the Forge of Vulcan, 1704
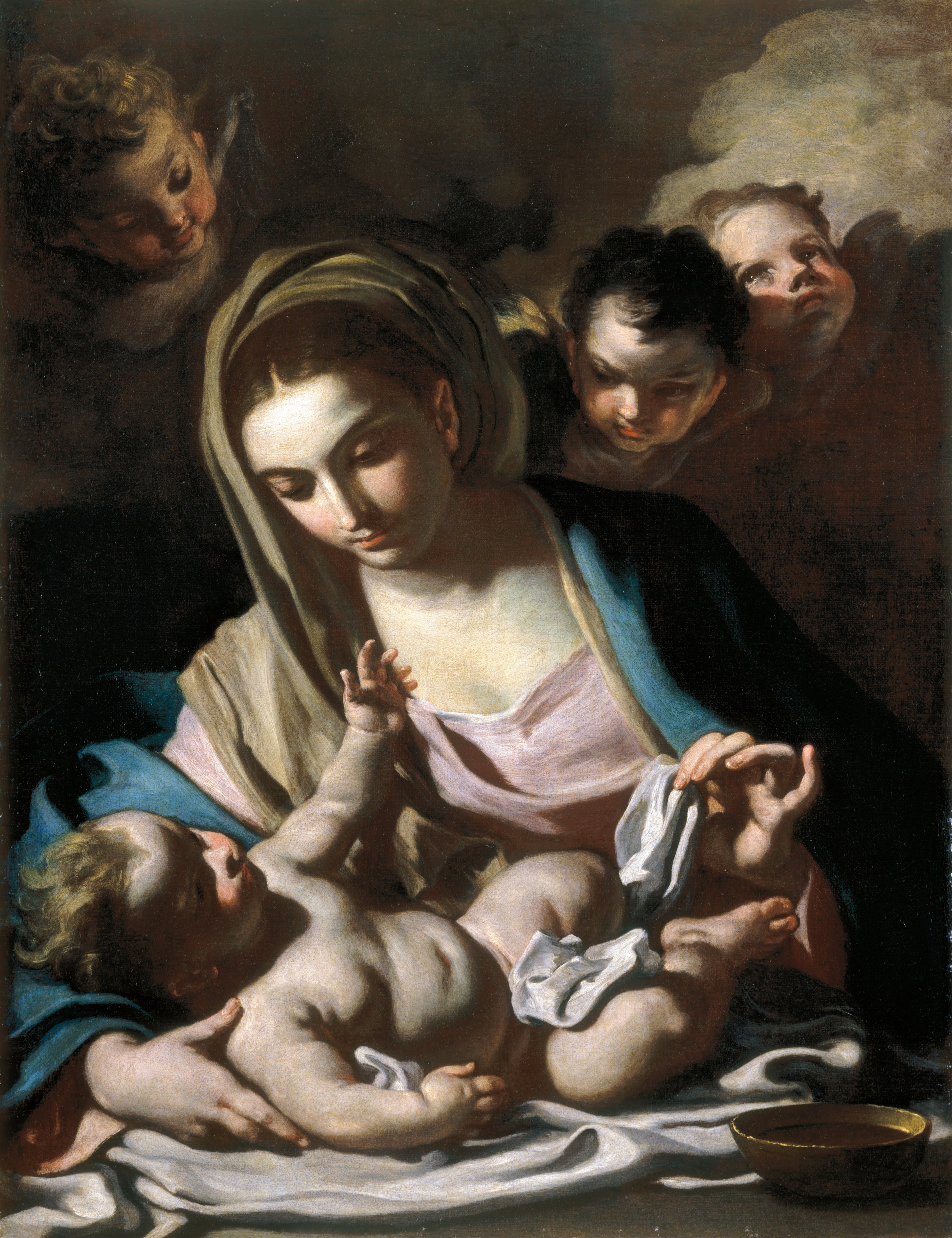
Madonna and Child
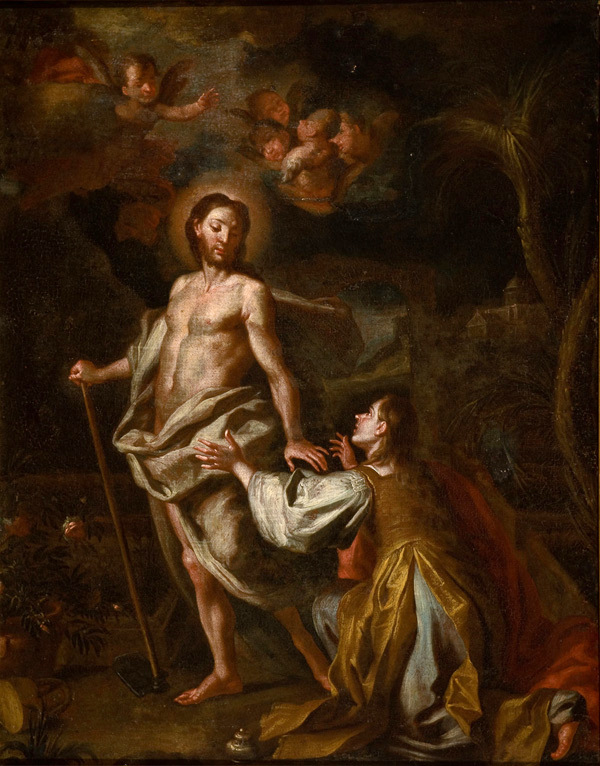
Noli me tangere
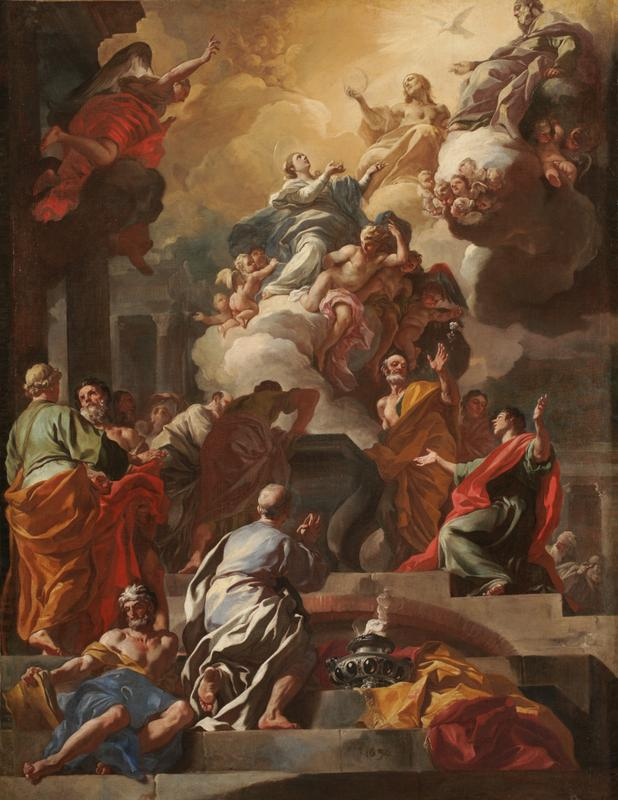
The Assumption
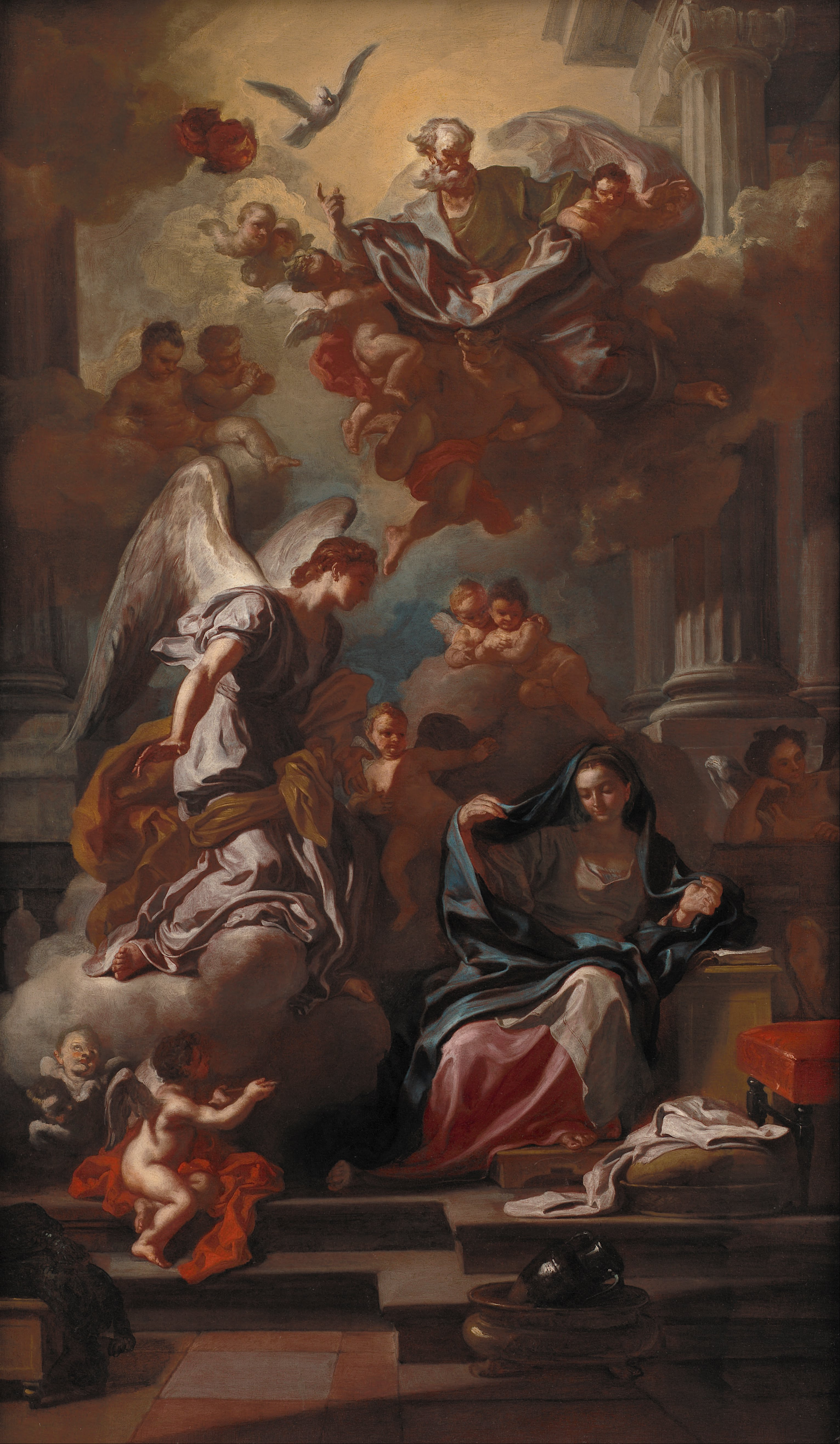
The Annunciation
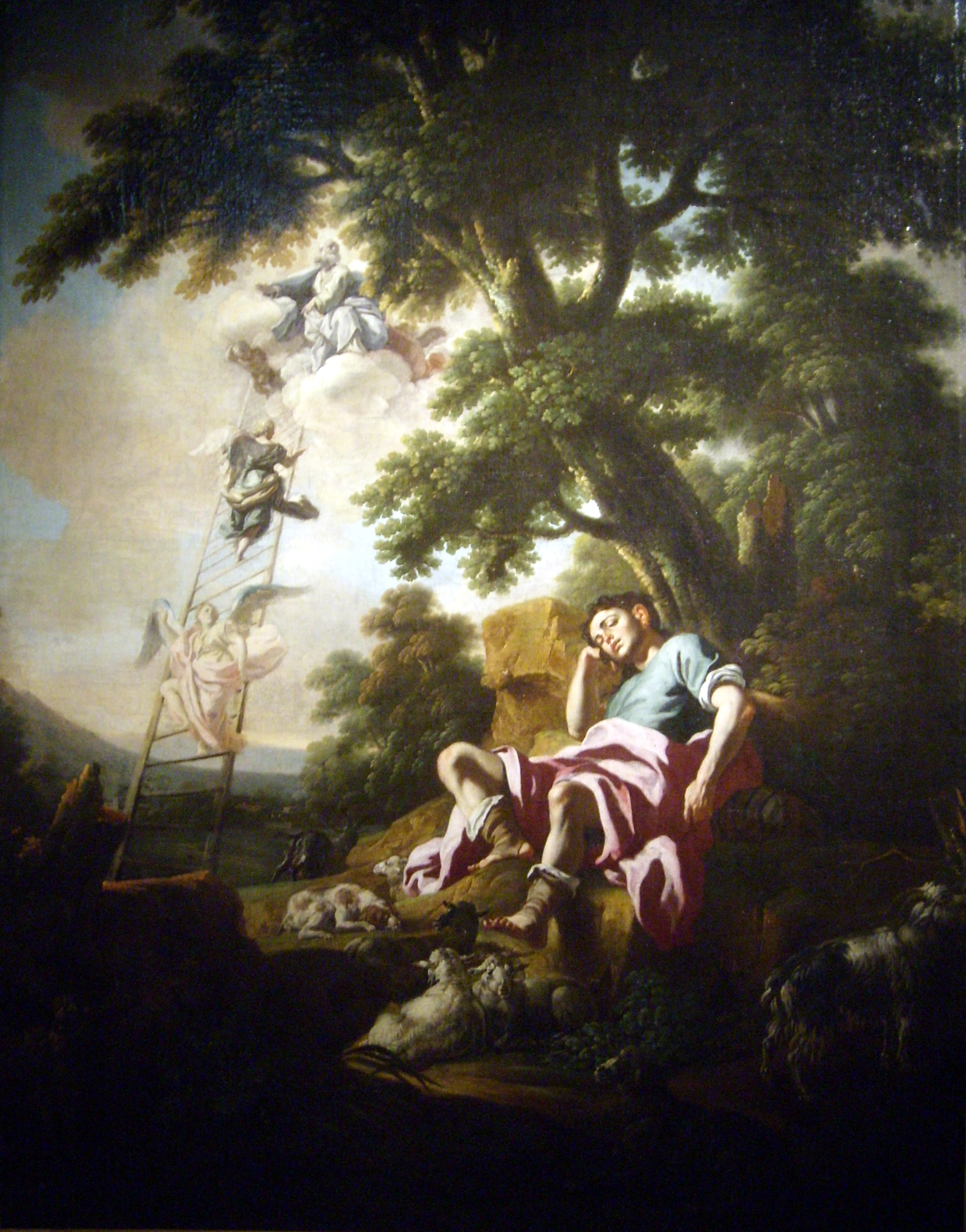
Jacob's Dream

## 참고 자료
- RMN. “Francesco Solimena”. 《RMN》. 2016년 6월 8일에 확인함.[깨진 링크(과거 내용 찾기)]
- Vincenzo Rizzo (1990). “solimena-francesco-detto-l-abate-ciccio”. 《TRECCANI》. Dizionario Biografico degli Italiani. 2016년 1월 29일에 원본 문서에서 보존된 문서. 2016년 1월 28일에 확인함.
- 한국사전연구사 편집부 (1998년 8월 20일). 《미술대사전(인명편)》. 한국사전연구사. ISBN 2007480000498.
- “Francesco Solimena”. 《getty.edu》. 2016년 4월 12일에 원본 문서에서 보존된 문서. 2016년 6월 7일에 확인함.
- “Francesco Solimena”. 《Artcyclopedia》.